# Philippe Arthuys
Philippe Arthuys (22 de noviembre de 1928-6 de enero de 2010) fue un músico y director cinematográfico de nacionalidad francesa.

## Biografía
Nacido en París, Francia, su padre era el político y miembro de la Resistencia Jacques Arthuys.

### El Groupe de Recherche de Musique Concrète
Fue en el seno del GRMC, con Pierre Schaeffer y Pierre Henry, donde Philippe Arthuys se familiarizó con la música concreta. El principio básico de la música concreta consiste en trabajar el material sonoro directamente sobre un soporte de grabación, utilizando sonidos de manera separada y manipulándolos cortándolos y pegándolos, llevando a la práctica la idea de Schaeffer, formulada en 1948, de « que existe otro camino aparte de la notación para acceder a la música ».
En esa época, la música concreta parecía esencialmente destinada a renovar la música dramática. El temperamento de Arthuys se acomodaba bien a esa tendencia, y él investigó la relación de la música con la poesía o la imagen, ilustrando por ejemplo con su obra textos de Rudyard Kipling (Le crabe qui jouait avec la mer, 1955) o de Apollinaire (Le voyeur, para un film de Henri Gruel, 1956). La liberación de espíritu y técnica influyó en la música que compuso para filmes de Jacques Rivette (Paris nous appartient, 1961) y Jean-Luc Godard (Les Carabiniers, 1963).
Pero la colaboración entre Maurice Béjart y Pierre Henry se intensificó, y Philippe Arthuys se especializó en la composición de música cinematográfica, lo que exasperaba a Pierre Schaeffer. Constatando que él se centraba más en la composición que en la investigación, terminó forzándole a abandonar el GRMC. Fue el fin de la vanguardia de la música concreta, y el nacimiento del GRM como es conocido en la actualidad.

### Compositor
Arthuys escribió numerosas bandas sonoras cinematográficas, entre otras las de Les Camisards (1970) y Rude journée pour la Reine (1973), de René Allio, Le Vent des Aurès (1966), Chronique des années de braise (Palma de Oro del Festival de Cannes 1975), Vent de sable (1982) y La Dernière Image (1986), de Mohammed Lakhdar-Hamina.
Además de componer para el cine, Arthuys también escribió música para el teatro, el circo y la danza. Es de destacar la música de Voilà l'homme (1956), ballet de Maurice Béjart con argumento de Jacques Prévert.

### Director
En paralelo a su trayectoria como compositor, Arthuys también se dedicó a la dirección. Fue ayudante de dirección de Roberto Rossellini en Vanina Vanini, y dirigió a la actriz Françoise Prévost en La Cage de verre, film realizado en colaboración con Jean-Louis Levi-Alvarès en 1965). También dirigió a Jean Vilar en Des Christs par milliers (1969) y a Jean Négroni en Noces de sève (1979).
Philippe Arthuys falleció en Toulouse, Francia, en el año 2010. Fue padre de la actriz de voz Sophie Arthuys.

## Filmografía
- 1959 : Parfois le dimanche, de Ado Kyrou y Raoul Sangla
- 1959 : Matri Bhumi, de Roberto Rossellini
- 1959 : Il generale Della Rovere, de Roberto Rossellini
- 1960 : Le Trou, de Jacques Becker
- 1960 : Dos mujeres, de Vittorio De Sica
- 1961 : Vanina Vanini, de Roberto Rossellini
- 1961 : Paris nous appartient, de Jacques Rivette
- 1963 : Les Carabiniers, de Jean-Luc Godard
- 1965 : La Cage de verre (codirigida junto a Jean-Louis Levi-Alvarès)
- 1966 : Le Vent des Aurès, de Mohammed Lakhdar-Hamina
- 1969 : L'Opium et le Bâton, de Ahmed Rachedi
- 1969 : Des Christs par milliers
- 1969 : Dieu a choisi Paris (codirector junto a Gilbert Prouteau)
- 1972 : Les Camisards, de René Allio
- 1973 : Rude journée pour la Reine, de René Allio
- 1975 : Chronique des années de braise, de Mohammed Lakhdar-Hamina
- 1974 : Et courir de plaisir
- 1979 : Noces de sève
- 1982 : Vent de sable, de Mohammed Lakhdar-Hamina
- 1982 : Une femme pour mon fils, de Ali Ghalem
- 1986 : La Dernière Image, de Mohammed Lakhdar-Hamina

## Discografía
- 1955 : Le crabe qui jouait à la mer, a partir de Rudyard Kipling
- 1956 remasterizado en 2010 : Panorama de la musique concrète Pierre Henry / Pierre Schaeffer / Philippe Arthuys